# Doki Doki Literature Club!
Doki Doki Literature Club! – powieść wizualna stworzona przez niezależne studio Team Salvato. Została udostępniona za darmo 22 września 2017 na platformy Microsoft Windows, macOS oraz Linux. Jej rozszerzona, płatna wersja, Doki Doki Literature Club Plus!, ukazała się 30 czerwca 2021 na platformę Microsoft Windows, a także na konsole Nintendo Switch, PlayStation 4, PlayStation 5, Xbox One i Xbox Series X/S.
Fabuła Doki Doki Literature Club! koncentruje się wokół szkolnego klubu literackiego, a zadaniem gracza jest poznanie indywidualnych ścieżek fabularnych członkiń tego klubu. Gra stwarza pozór beztroskiej opowieści o szkolnej miłości, jednak wraz z rozwojem historii okazuje się być horrorem psychologicznym.

## Fabuła
Protagonista (jedyny bohater, którego gracz może kontrolować) dołącza do szkolnego klubu literackiego, składającego się wyłącznie z dziewczyn. Jako mężczyzna natychmiastowo staje się centrum zainteresowania czterech innych członków z klubu: Sayori, Natsuki, Yuri i Moniki, z których każda ma zupełnie odmienny charakter oraz usposobienie. Z czasem gracz dowiaduje się też o indywidualnych problemach bohaterek.
Początkowo gra skupia się na poznawaniu członków klubu oraz na pisaniu wierszy. Gracz może zdecydować której dziewczynie spróbuje się przypodobać poprzez kilkukrotny wybór jednego z wielu kluczowych słów przy pisaniu wierszy (wszystkie możliwe do wyboru słowa nawiązują do którejś z dziewcząt). W późniejszym etapie umożliwia to stworzenie bliższej relacji między postacią gracza, a jedną z bohaterek. Bez względu na to, z którą postacią będziemy tworzyli relację, w pewnym momencie Sayori wyznaje głównemu bohaterowi swoje uczucia, a także informuje go, że walczy z depresją. Następnego dnia gracz znajduje ją martwą w jej pokoju. W tym momencie gra się kończy, a postać Sayori zostaje całkowicie usunięta z plików gry.
Oprócz samobójstwa Sayori, w przypadku reszty bohaterek gra także staje się mroczniejsza. Możemy dowiedzieć się o problemach rodzinnych Natsuki oraz autoagresji Yuri. Wraz z rozwojem historii, Monika, z pozoru normalna, staje się zaborcza wobec naszego bohatera i stara się nim manipulować. Z czasem metody jej manipulacji stają się coraz to bardziej drastyczne, zaczyna ona przełamywać czwartą ścianę w swoich wypowiedziach kierowanych do naszego bohatera i usuwa pliki gry.
Gra posiada cztery zakończenia i aby odblokować trzy z nich, grę należy ukończyć więcej niż raz. Po jednym z zakończeń Monika usuwa niektóre z ważniejszych plików gry, przez co nie można jej uruchomić bez ponownego zainstalowania.

## Odbiór
Trzy miesiące od publikacji, gra została pobrana ponad milion razy. Miesiąc później liczba pobrań przekroczyła dwa miliony.